# 이원초등학교 내리분교
이원초등학교 내리분교는 충청남도 태안군 이원면 내리 640에 있었던 초등학교 분교이다.

## 연혁
- 1947년 9월 1일 이북국민학교 내리분교장 인가
- 1962년 12월 31일 관동국민학교로 소속 변경(관동국민학교 내리분교)
- 1993년 3월 1일 이원국민학교로 소속 변경
- 1999년 9월 1일 이원초등학교로 통폐합